# Lines of Action

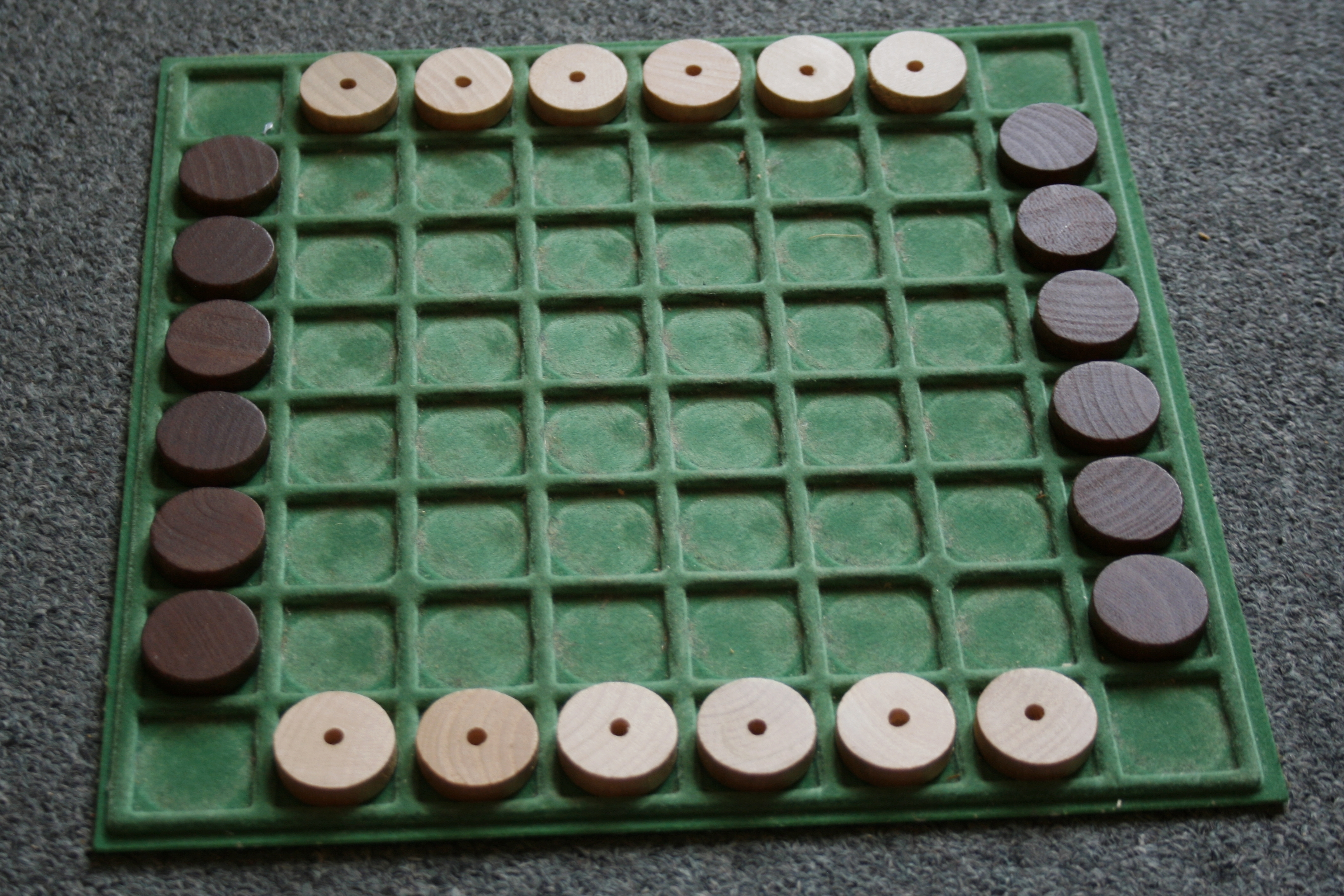
LOA-Brett

Lines of Action (LOA) ist ein Brettspiel in der Rubrik abstraktes Strategiespiel für zwei Spieler vom Spieleautor Claude Soucie. Die Veröffentlichung der Spielregeln stammt aus dem Jahr 1969, als Schachtelspiel wurde es erstmals 1988 herausgegeben. In der deutschen Ausgabe von Hexagames stand LOA auf der Spiel des Jahres – Auswahlliste 1988.

## Geschichtliches
LOA hat in seinen Anfängen eine große Verbreitung erfahren durch die Veröffentlichung in Sid Sacksons A Gamut of Games von 1969 (auf Deutsch Spiele anders als andere 1983). In Nordamerika erlangte es in Insiderkreisen eine gewisse Bekanntheit, in Europa blieb es weitgehend unbekannt.
In den letzten Jahren hat sich ähnlich wie beim Schach herausgestellt, dass exzellente Computerprogramme die menschlichen Spieler schlagen können. Gegenwärtig ist der weltbeste LOA-Spieler eine Software namens MIA. MIA hat bei der 8. (2003), 9. (2004) und 11. Computerspiel-Olympiade (2006) gesiegt.
Claude Soucie, der Erfinder von LOA ist längst verstorben, während sein Spiel zunehmend mehr Leute bewegt. Bestimmte Detailfragen in den Regeln mussten präzisiert werden. Der Spieleautor Sid Sackson stand Claude Soucie sehr nahe, daher sind seine Vorschläge in Streitfragen meist akzeptiert worden.

## Regeln

### Allgemeines
Lines of Action wird auf einem Standard-Schachbrett gespielt. Auch nutzt man die gleiche alphanumerische Notation für die Zeilen und Spalten.
Jeder Spieler bewegt zwölf Spielsteine, die in der Ausgangslage wie in der Grafik platziert sind:

### Regeln zum Ziehen und Schlagen
- Die Spieler ziehen abwechselnd, Schwarz fängt an.
- Die Steine können horizontal, vertikal oder diagonal bewegt werden.
- Ein Spielstein zieht genau so weit, wie sich Steine – eigene und gegnerische – auf der Zuglinie befinden, also auf der Zeile (schachlich: „Reihe“), Spalte (schachlich: „Linie“) oder Diagonale, entlang welcher der Stein gezogen wird. Der ziehende Stein zählt dabei mit, ebenso ein eventuell in diesem Zug geschlagener Stein.
- Ein Spielstein darf seinen Zug auf dem Feld eines gegnerischen Steins beenden. Jener ist damit geschlagen und wird aus dem Spiel entfernt.
- Ein Spielstein darf eigene Steine überspringen, nicht aber gegnerische.

### Ziel des Spiels
- Das Spielziel besteht darin, die eigenen Spielsteine, die noch auf dem Brett sind, in eine zusammenhängende Formation zu bringen. Dieser Zusammenhang der Steine darf in alle acht Richtungen erlangt werden, waagerecht, senkrecht oder diagonal.
- Wenn diese Gewinnbedingung für beide Spieler gleichzeitig erfüllt wird, ist dies je nach der vereinbarten Regelversion entweder ein Unentschieden oder ein Sieg für den ziehenden Spieler.
- Wenn einem Spieler der vorletzte Stein geschlagen wird, gilt sein letzter Stein als zusammenhängende Gruppe, und dieser Spieler gewinnt (falls der Gegner nicht gleichzeitig seine Steine ebenfalls verbindet).

Im unten stehenden Diagramm hat Weiß gerade b6-c7 gezogen und die Gewinnbedingung damit erfüllt.

## Taktik
Im folgenden Diagramm ist Schwarz am Zug. Weiß droht, in zwei Zügen zu gewinnen:
- a2-c2
- c2-e2

Was kann Schwarz dagegen unternehmen?
Der Zug b4-d2 würde Weiß helfen. Auf der 2. Reihe fände man dann drei Steine, was Weiß erlauben würde, a2:d2 zu ziehen und damit zu gewinnen.
Indem stattdessen b3-c2 gezogen wird mit dem Ziel, die 2. Reihe für Weiß zu blockieren, bietet man ihm die Möglichkeit, a2:d5 zu spielen, was zuvor nicht möglich war.
Schwarz könnte auch c8:f5 ziehen und den Stein g5 vom Rest der weißen Gruppe abtrennen. Weiß kann darauf aber mit g5-f6 die Drohung erneuern.
Weitere Zugmöglichkeiten auszuprobieren, schärft den Blick für die Finessen dieses Spiels.

## Varianten
Das Brettspiel Zen l'initié (DJ Games) basiert auf dem gleichen Spielmechanismus wie LOA: Ziehen und Spielziel sind identisch. Das Brett umfasst 11×11 Felder und die Platzierung der Ausgangsstellung ist verändert. Außerdem gibt es zusätzlich einen neutralen roten Spielstein, der von beiden Spielern gezogen oder gefangen werden kann. Solange er im Spiel dabei ist, muss er zur Gewinnstellung dazugehören.
Zen l'initié ist erstmals auf dem Festival des jeux de Cannes 1997 präsentiert worden. Auf Wunsch der Witwe von Claude Soucie haben die Hersteller seinen Namen auf der Schachtel hinzugefügt.
Wie das originale Lines of Action auf einem 8×8-Brett und mit 12 Steinen von jeder Farbe wird scrambled eggs (übersetzt: Rührei) gespielt. Die Steine werden zu Spielbeginn auch hier entlang der Ränder unter Auslassung der Eckfelder platziert, aber immer abwechselnd ein weißer und ein schwarzer Stein. Die übrigen Regeln sind gleich.